# Wattenheimer Brücke

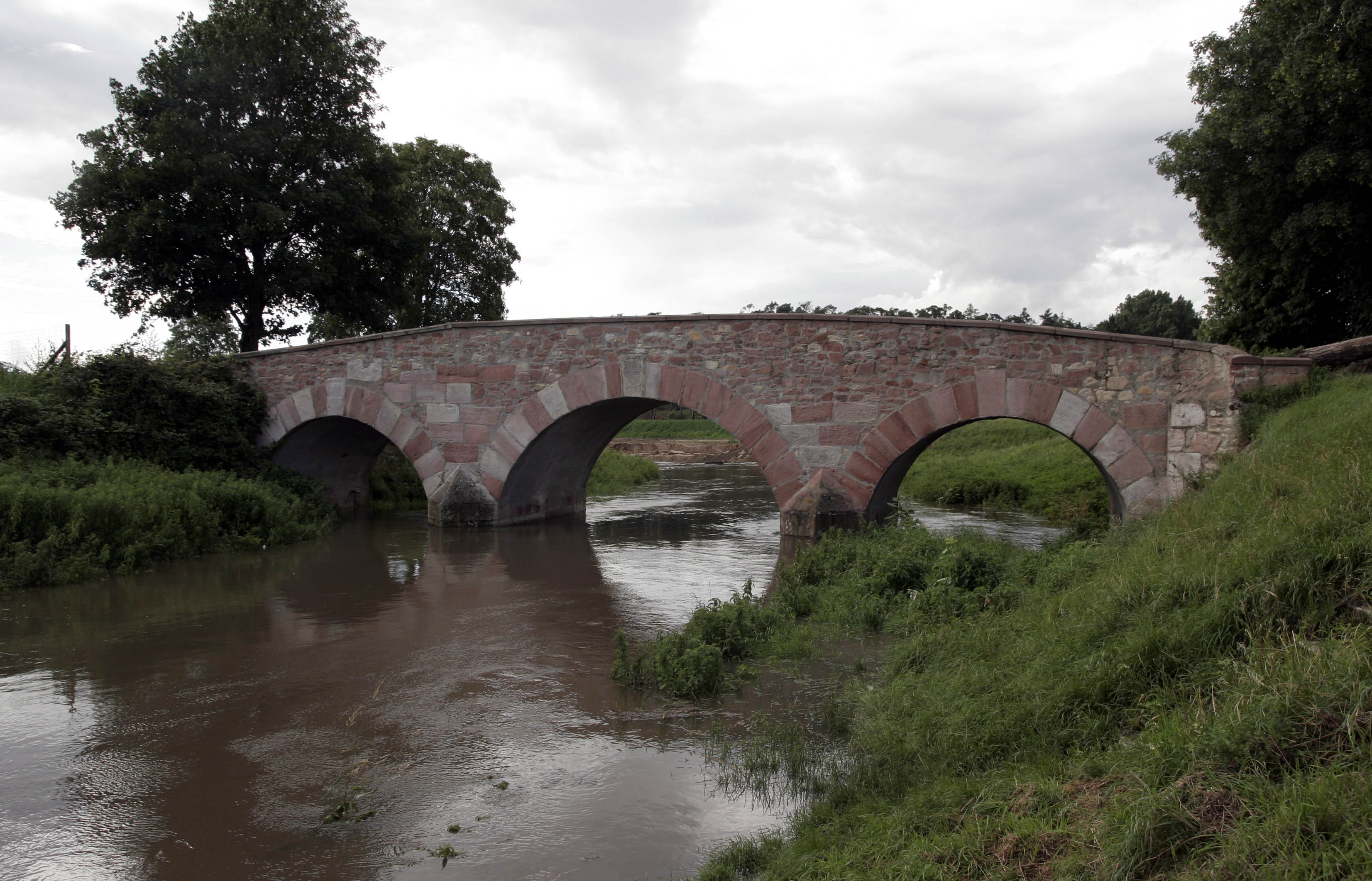
Die Wattenheimer Brücke (Blickrichtung flussabwärts)

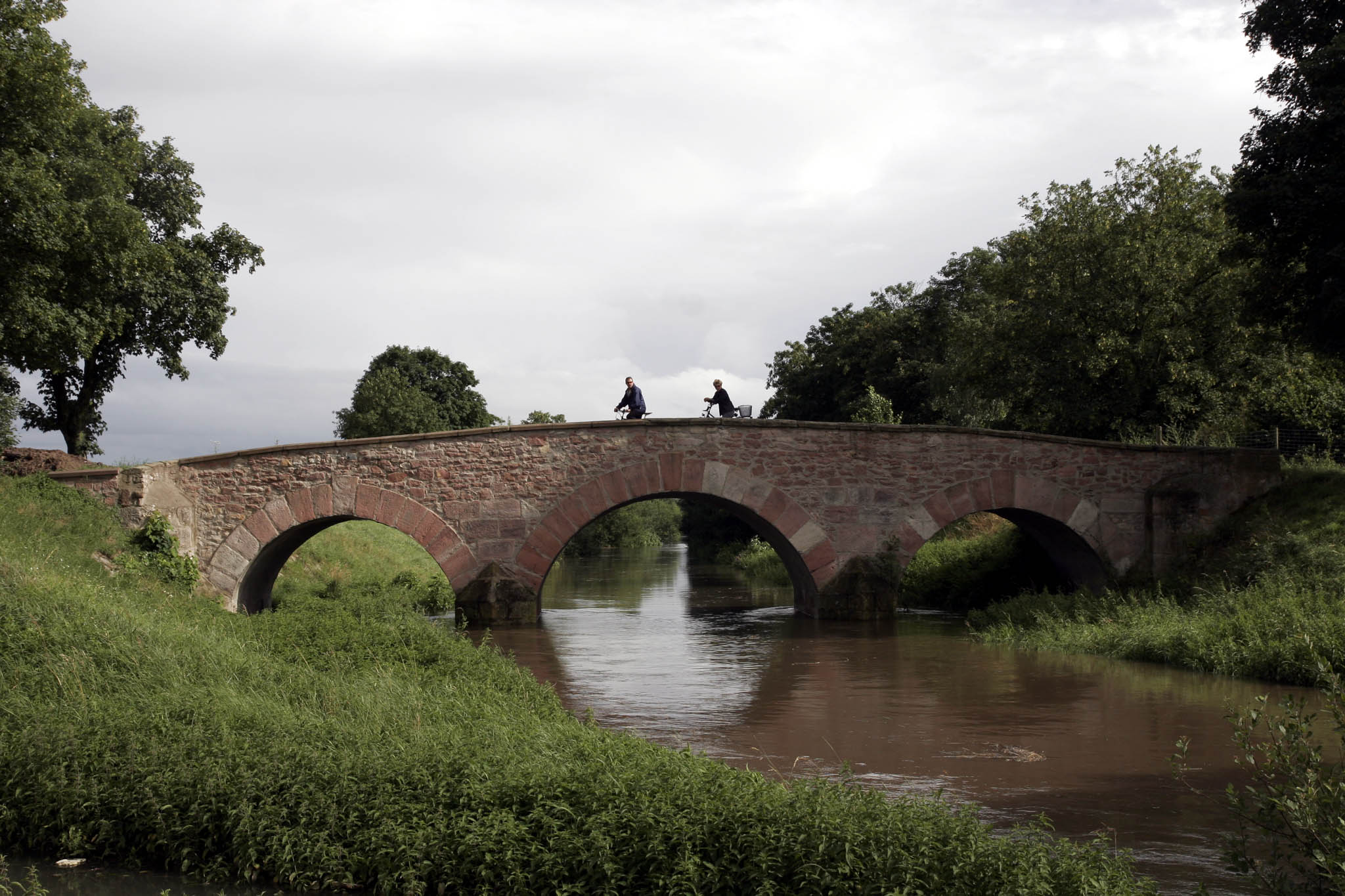
Die Wattenheimer Brücke (Blickrichtung flussaufwärts)

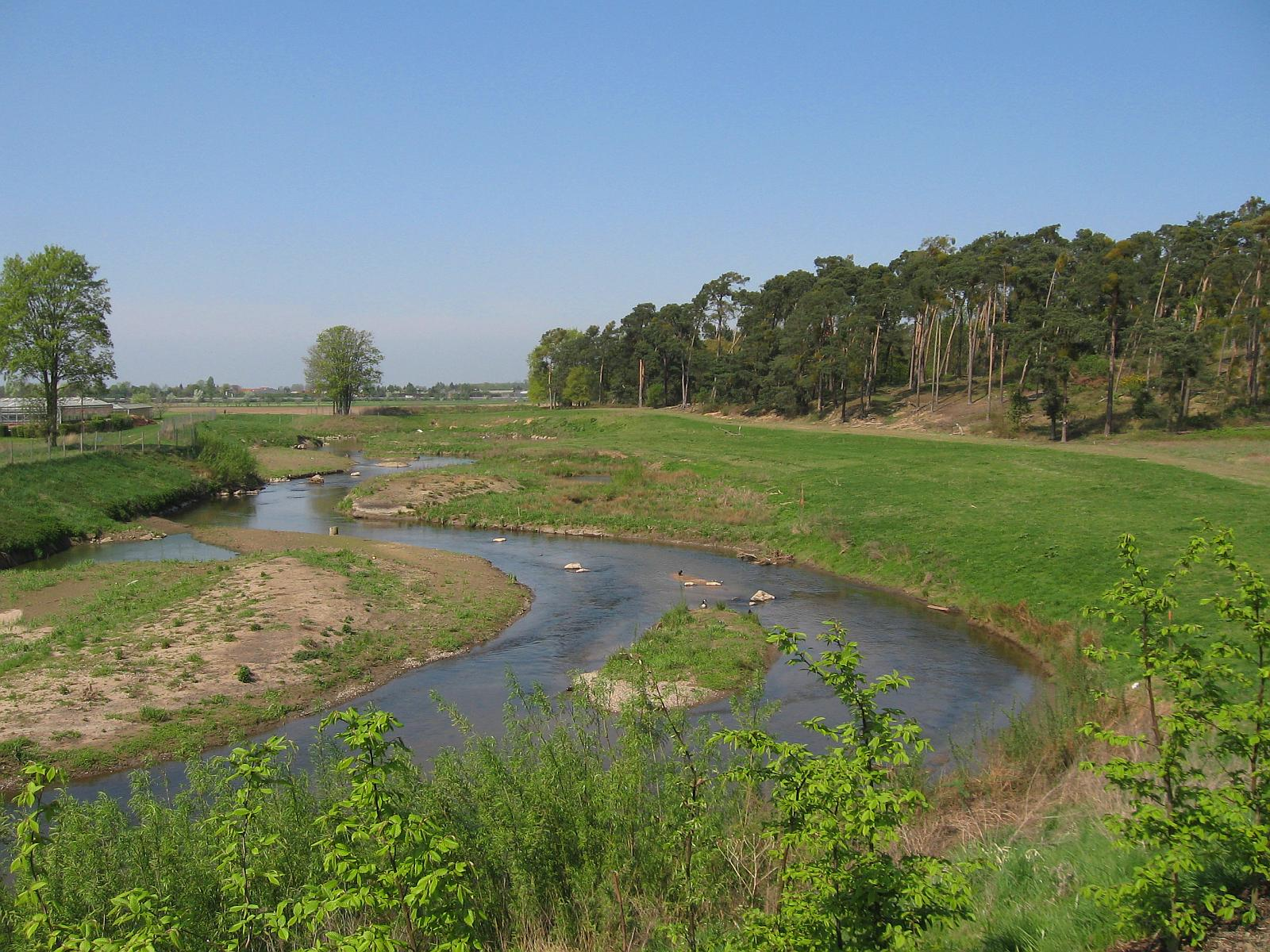
Blick auf den renaturierten Bereich der Weschnitz unterhalb der Wattenheimer Brücke

Rundblick von der Wattenheimer Brücke

Die Wattenheimer Brücke ist ein historisches Bauwerk aus dem späten 18. Jahrhundert im Süden des Hessischen Rieds, das bei der Stadt Lorsch über die Weschnitz führt.

## Lage
Die Wattenheimer Brücke liegt im Dreieck der Gemeinden Lorsch, Bensheim und Bensheim-Schwanheim. Wenige Meter von der Brücke entfernt fließt der Neue Graben – ein Abzweig der aus dem Odenwald (Lautertal) kommenden Lauter – in die Weschnitz. Die Umgebung ist von den Flugsanddünen Kannengießer und Feuerstein Berg geprägt, die ein Überbleibsel des Ur-Neckars sind, der bis vor ca. 10.000 Jahren hier floss. Die Weschnitz durchbrach – möglicherweise mit Hilfe des Menschen – später die in Nord-Süd-Richtung ausgerichtete Dünenkette im Bereich der jetzigen Wattenheimer Brücke.

## Geschichte
Die Wattenheimer Brücke liegt an einem Schnittpunkt zweier wichtiger Altstraßen. Dies und der Lebensraum im Umkreis der Brücke, mit ausreichenden Ackerbau- und besten Sammel-, Jagd- und Fischfangmöglichkeiten, sorgten dafür, dass hier Menschen schon in vor- und frühgeschichtlicher Zeit siedelten. Die Bodenfunde an der Brücke reichen von der Jungsteinzeit bis zur Römerzeit. So wurden aus der Jungsteinzeit (3000–1800 v. Chr.) ein Beil, eine Pfeilspitze, eine Hacke und ein Vorratsgefäß gefunden. Aus der Römerzeit fand man unter anderem eine Münze mit dem Abbild von Kaiser Nerva, datiert auf 96–98 n. Chr. An der Wattenheimer Brücke wurden Reste einer römischen Sumpfbrücke entdeckt.
Ursprünglich hieß die Brücke Watterbrücke, da sie ins Wattenrodt – eine Sumpfrodung des heutigen Großenackers – führte. Die ursprüngliche Holzbrücke wurde im Jahr 1774 durch die jetzige Steinkonstruktion ersetzt. Bis zum Jahr 1802 befand sich an der Brücke eine Zollstation zwischen dem hessischen und dem Kurmainzer Gebiet.
Im März 2007 begannen von der Wattenheimer Brücke flussabwärts Maßnahmen zur Renaturierung der in diesem Abschnitt bisher regulierten Weschnitz. Die Renaturierung des 300 Meter langen Abschnitts der Weschnitz war eine Ausgleichsmaßnahme für das neu entstandene Gewerbegebiet Daubhart der Stadt Lorsch.